# Кьяппелла, Джузеппе
Джузеппе Кьяппелла (итал. Giuseppe Chiappella; 28 сентября 1924 года, Милан, Италия — 26 декабря 2009 года, Милан) — итальянский футболист, защитник, известен по выступлению за клуб «Фиорентина» и сборную Италии, после завершения карьеры футболиста тренировал ряд сильных итальянских клубов.

## Карьера
В качестве игрока Кьяппелла начал карьеру в «Пизе», но большую часть карьеры провёл в клубе «Фиорентина», вместе с которой стал чемпионом Италии в сезоне 1955/56. Из «Фиорентины» призывался в национальную сборную, в которой дебютировал 13 ноября 1953 года в матче со сборной Египта, всего в составе сборной провёл 17 матчей, голов в которых не забивал.
В начале 60-х годов, завершив игровую карьеру стал главным тренером «Фиорентины» с которой дважды завоёвывал Кубок Италии и по разы побеждал в Кубке Митропы и Кубке обладателей кубков. Затем тренировал ряд сильных итальянских клубов, среди которых «Наполи» и «Интернационале». Закончил свою тренерскую карьеру Кьяппелла в 1985 году, в клубе «Ареццо».

## Достижения
- Чемпион Италии (1): 1955/56
- Обладатель Кубка Италии (2): 1960/61, 1965/66
- Обладатель Кубка Митропы (1): 1966
- Обладатель Кубка обладателей кубков (1): 1960/61